# Ask (Vestland)

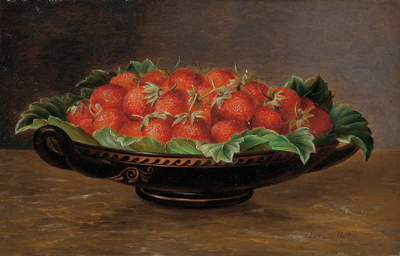
Ask is bekend om zijn aardbeien

Ask  is een klein dorp aan rijksweg 563 aan de oostkant van het eiland Askøy, dat tevens de gemeente is. Het dorpje ligt in de provincie Vestland in het westen van Noorwegen. Ask is in het bijzonder bekend om het telen van een bepaalde soort aardbeien (askøybær) die 's zomers worden verkocht op de markt in de nabijgelegen stad Bergen.
Het dialect van het dorp is meer verwant aan dat van Bergen dan aan de andere dialecten op het eiland, omdat veel van de meer welgestelde families uit de stad hier landhuizen hadden.
Ask is genoemd in de vroege saga's als de plaats waar er een erfenisgeschil tussen Egil Skallagrímsson en Berg-Önundr van Ask plaatsvond. Toen Berg-Önundr weigerde om Egil het aandeel van de nalatenschappen van de vader van zijn vrouw Ásgerðr op te laten eisen, werd hij door Egill uitgedaagd tot holmgang.
Door het prettige klimaat, dankzij de Golfstroom, en goede ligging op het eiland vlak bij Bergen, werd een kongsgård (een koninklijke boerderij, of in die tijd het "slot" van de lokale koning) hier gebouwd. Verder lag hier vanaf 1200 tot 1741 een kerk; die plek is nu gemarkeerd door een stenen kruis. Het eiland is naar de kongsgård, Ask gård, vernoemd. De boerderij heeft kadasterregistratienummer 1.
In en nabij het dorp hebben twee bekende Noren gewoond. Fridtjof Nansen woonde een korte periode in een huis bij "Kongshaugen", en de auteur Amalie Skram woonde met haar man te Lien in Ask, dicht bij Ask Dambruk, van 1876 tot 1878. De lokale lagere school bevindt zich ook vlak bij het dorp.

## Oudere geschiedenis
Onder de oude Noren is van een drietal bekend dat ze banden hadden met Ask: de uit de middeleeuwen bekende held en skald Starkad, van wie de avonturen worden naverteld in Gesta Danorum en in de saga's De IJslandse hoofdman Egil Skallagrimson en Olav Engelbrektsson van Nidaros, de laatste rooms-katholieke aartsbisschop van Noorwegen.
Ask wordt in de saga's al in de 6e eeuw genoemd. Koning Hertjov van Hordaland ontvoerde toen de jongens Starkad en Vikar tijdens een tocht naar Agder. Zoals destijds gebruikelijk was vroeg hij Grane, een van zijn lijfwachten (hirdmann), de jongens groot te brengen. Naarmate ze ouder werden, groeiden ze op tot zeer goede jagers en strijders. Ze kregen ook grote naamsbekendheid, onder meer nadat ze wraak hadden genomen op de Noren uit Hordaland die deel hadden genomen aan de plundertochten in Agder. Ze woonden op Ask totdat Vikar door een ongeval stierf. Na zijn dood moest Stakard Noorwegen verlaten, en kwam hij in Zweden en Denemarken bekend te staan om zijn moed en lef.
In de 9e eeuw was Ask volgens Egils saga in het bezit van Torgeir Tyrnefot. Zijn zoon was Berg-Önundr, die het leven liet na een erfenisgeschil met Egil Skallagrímsson. Skallagrimson was toen een van de machtigste mannen van IJsland.
Berg-Önundr weigerde Egil een aandeel van de nalatenschappen van zijn schoonvader op te laten eisen, en werd door Egil uitgedaagd tot holmgang. Berg-Önundr liet het leven, en als wraak voor de afwijzing trok Egil met zijn mannen door de Herdlafjord naar Ask toe. Daar doodde hij 15-16 mannen voordat hij waardevolle bezittingen meeroofde.
De eerste kerk te Askøy werd waarschijnlijk gebouwd bij Offerfjellet, een berg op het land van Ask.
Olav Engelbrektsson was de laatste katholieke aartsbisschop van Noorwegen voor de reformatie. Hij woonde onder meer in Bergen, en vlak voor de reformatie begon in 1534 vluchtte hij naar Ask toe.
Hierna kwam Ask in de handen van welgestelde mensen van Bergen. Het is bekend dat Ask door Mauritz Bostede in 1628 werd gekocht. In 1795 liet Thomas Ericssen een herenhuis bouwen, tegenwoordig bekend als Thomas Ericssens Minde. Het herenhuis is overigens het enige tot monument verklaarde gebouw op Askøy.

## Recentere geschiedenis

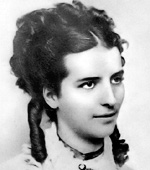
Amalie Müller (die later als Amalie Skram werd bekend) woonde hier enkele jaren

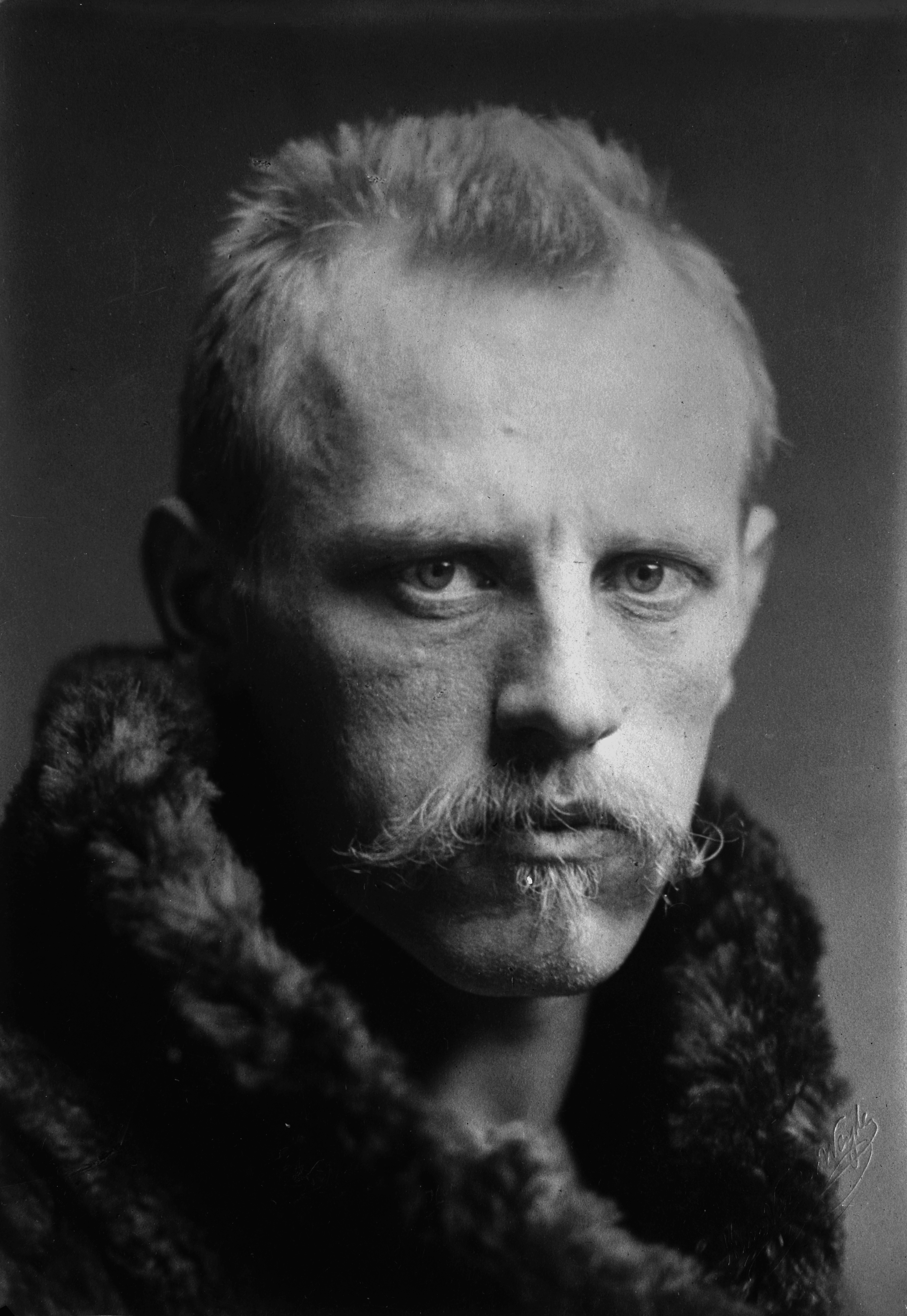
Fridtjof Nansen woonde een korte periode in een huis bij "Kongshaugen"

Aan het eind van de 19e eeuw (de jaren 1880-'90) kwam de transportsector tot grote bloei. Stoomboten vervoerden goederen en passagiers, een van de schepen was de "Fridtjof" die op de route tussen Ask en Bergen voer.
Deze bloei leidde tot een verhoogde activiteit in het dorpje en de haven van Ask. Veel van deze activiteiten gebeurden op basis van vrijwilligerswerk (dugnad).
Bij de haven werd onder meer Ask Trevareindustri gevestigd, een bedrijf dat zich in deuren, ramen en trappen had gespecialiseerd. In de jaren 80 van de 20e eeuw werd het bedrijf opgeheven en het gebouw gesloopt. Vlak bij de kade lag ook de fabriek van Nyland die winkelinterieurs voor winkels in Bergen produceerde. Hier in de buurt lag ook de orgelfabriek van Eide. Deze laatste twee bedrijven werden opgeheven in de jaren 1950-'60. In het dorp stonden, behalve een postkantoor en een landhandel, ook een sokkenfabriek, een melkfabriek en een smidse.
In de jaren 50 kreeg het dorp een busverbinding met Erdal, die door een veer met Bergen was verbonden. Toen was er geen openbaar vervoer tussen Florvåg, Kleppe en Kleppestø. Aan het eind van de jaren 50 nam het vervoer over water langs de oostkant van Askøy af, en toen de weg naar Florvåg en verder naar Kleppestø werd geopend verdween het grootste deel van het vervoer over het water.
Aan de andere kant van de rijksweg, bij Lien, werden vroeg molens en houtzagerijen opgebouwd. De eerste man van de auteur Amalie Skram, kapitein Bernt Ulrik Augustus Müller, was eigenaar en bestuurder van de grootste watermolen. Deze bevond zich bij het Strømsnesvann.
Rondom 1890 begon Emanuel Jæger commerciële aardbeienteelt. Hij verkocht zijn aardbeien aan het bekende "Fleischer's Hotel" te Voss. De zogenaamde "Askebærene" (aardbeien van Ask) dat door Samsom Eik werd gecultiveerd, stammen af van het type "Seierherren" (de overwinnaar, van het Duitse woord "Sieger"). Deze aardbeien waren zeer populair in het gebied in de 20e eeuw.

### Aardverschuiving 2020
Op woensdag 30 december 2020 vond in Ask een enorme aardverschuiving plaats, die huizen en straten de diepte in sleurde. Zeker zeven personen vonden de dood, en minstens tien mensen raakten gewond. Ongeveer duizend mensen moesten in veiligheid worden gebracht. De aardverschuiving was te wijten aan wat in het Noors kvikkleire heet, 'snelle klei', een geologisch proces dat op gang komt door ontzilting en hoge druk.

## Geografische ligging
Ask bevindt zich op het oostelijke deel van het eiland Askøy. Aan de oostkant ligt de Herdlafjord, met de Norhordlandsbrug aan de andere kant. Ten westen voor Ask ligt het meertje Askevatnet en uitgebreide bossen, vooral met grove dennen. Aan de westkant van het eiland bevindt zich ook het bergje Dronningen (de koningin) van waar men veel van het dorp en eiland kan zien.

## Culturele gebeurtenissen
Op 1 mei houdt de sportvereniging Ask Friidrett het jaarlijkse Ask-Relais. Start- en eindpunt bevindt zich vlak bij Hop school. In 2007 werd het relais voor de 55e keer gehouden.